# Anselmo Gascón de Gotor
Anselmo Gascón de Gotor (Zaragoza, 21 de abril de 1865-Huesca, 22 de julio de 1927) fue un miembro de la burguesía local aragonesa que destacó por su labor de pintor, investigador y profesor. Tiene una calle dedicada en la ciudad de Zaragoza.

## Biografía
Fue padre de Anselmo Gascón de Gotor Giménez y hermano del sacerdote Pedro Gascón de Gotor, con quienes podría confundírsele. Durante su vida destacó especialmente por sus publicaciones histórico-artísticas sobre monumentos aragoneses, de cuya conservación fue un encendido defensor, ejemplificado sobre todo en el caso de la Torre Nueva a cuya demolición se opuso.
Formado en la escuela de Bellas Artes de Zaragoza, fue un pintor, director y redactor de diversas publicaciones periodísticas y profesor de Dibujo en el Instituto de Segunda Enseñanza de Huesca. Realizada su formación en la Escuela de Bellas Artes de Zaragoza, la amplió en la de Madrid, donde fue pensionado por el Círculo Mercantil y por el Ayuntamiento de Zaragoza. Participó en numerosas exposiciones como pintor, como la Exposición Aragonesa de 1885, en la que fue premiado con una tercera medalla. 

Trabajó en el estudio de Marcelino de Unceta, de cuyo estilo neoclásico asimilará muchos aspectos en sus obras de género al gusto decimonónico, como en los temas de timbaleros y alguacilillos del Ayuntamiento zaragozano. Tuvo amistad con Ponciano Ponzano.

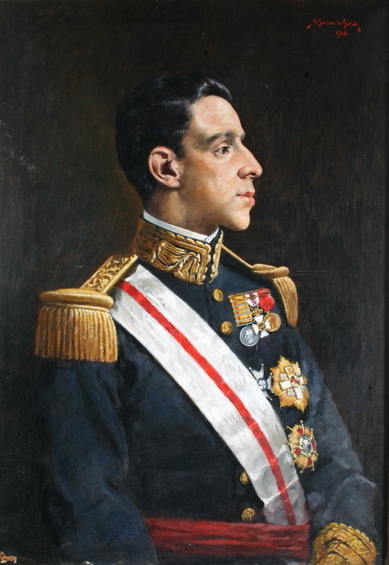
Alfonso XIII, por Anselmo Gascón. (Museo de Huesca)

En 1892 el Ayuntamiento de Zaragoza, a instancias de un influyente vecino cuya casa estaba situada inmediatamente detrás de la Torre Nueva, decidió demoler la torre, justificando la decisión por la inclinación y la presunta ruina de la obra, lo que sucedería en 1893. La decisión contó con la oposición de muchos intelectuales y de parte de la población, pero los esfuerzos por salvarla fueron en vano.
Entre los defensores de la torre destacaron los hermanos Gascón de Gotor, que publicaron numerosos artículos denunciando el "turricidio" de la más bella torre mudéjar, calificándolo también como el mayor crimen artístico cometido en España.
El 5 de junio de 1892 vio la luz el primer número de la revista El Semanario Ilustrado bajo su dirección y en cuya cabecera aparecía un grabado de Dionisio Lasuén, titulado Alguacil del Excelentísimo Ayuntamiento. La publicación se interrumpió para acomodar los gustos del público ante el éxito alcanzado y no será hasta el 1 de enero de 1893 cuando reapareciera el primer ejemplar de la revista El Semanario Ilustrado. Un periódico con vocación regionalista, literaria y artística que constaba de ocho páginas y fotograbados de, entre otros, Josep Thomas, Heribert Mariezcurrena, Miquel Joarizti y Lucas Escolá. 
En abril de 1893 cambió el nombre de la revista de El Semanario Ilustrado a España Ilustrada, dedicando el primer ejemplar del 30 de abril a la Torre Nueva y ampliando a 28 páginas cada ejemplar de manera mensual. Con posterioridad se editó de manera quincenal.
En 1894 contrajo matrimonio con Rosalía Giménez Escudero. Entre los testigos del enlace se encontraban Basilio Paraíso, presidente de la Cámara de Comercio, y el marqués de Valle-Ameno, catedrático de Economía Política de la Universidad de Zaragoza. Ofició el enlace el obispo Mariano Supervía.

## Obras
- 1890-1891: Zaragoza Artística, Monumental e Histórica. (Zaragoza, los autores) (Ariño), 27X185 mm, 2 volúmenes (214 páginas+ (4) h + 64 láminas. (288 páginas + (1) h + 73 láminas, il. En 1918 apareció una emisión ampliada en texto y seleccionada en láminas, 2 tomos en un volumen (214 páginas) + (2) h + 49 láminas, (302 páginas + 54 láminas) il. Esta emisión apareció también en 2 volúmenes.
- 1892: La Torre Nueva en Zaragoza: Cuestión de actualidad, prólogo Victorino Pina Ferrer (Zaragoza, los autores) (Salas), 194X126 mm, XXVI + 118 páginas, il. (Anselmo y Pedro Gascón de Gotor).
- 1913: El escultor valenciano Damián Forment en la primera mitad del siglo XVI, Madrid, Real Academia de la Historia (Fortanet) 235X155 mm, 32 páginas. Publicado en el Boletín de la Real Academia de la Historia (enero 1913).
- 1916: El Corpus Christi y las cuestiones procesionales de España, Barcelona, Estudio (La Académica), 235X152 mm, 157 páginas + 24 láminas.
- 1927: El Arte en España. Zaragoza: I, Barcelona, Hijos de J.Thomas, S.A. 154X106 mm, 28 páginas + (2) h + 48 láminas. Texto en español, francés e inglés.
- 1927: El Arte en España. Zaragoza: II, Barcelona, Hijos de J.Thomas, S.A. 154X106 mm, 28 páginas + (2) h + 48 láminas. Texto en español, francés e inglés.